# Чилиявр
Чи́лиявр — озеро в Ловозерском районе Мурманской области, расположенное на северо-востоке Кольского полуострова. Относится к бассейну Нокуевского залива Баренцева моря.
Площадь зеркала — 38,6 км². Высота над уровнем моря — 227,5 м. С севера на юг простирается на 18 км, максимальная ширина составляет 3,3 км.
Форма озера неправильная, со множеством островов, полуостровов, мысов и проток. На севере в Чилиявр имеет сток озеро Чилияврмана через протоку, а на западе в него стекает озеро Егор-Явр через реку Егор-Вась. В свою очередь, Чилиявр имеет сток в Ёнозеро через реку Козель на юго-востоке. Берега покрыты холмистой заболоченной тундрой. У северо-западной оконечности озера расположена гора Грязный-Варега высотой 330,5 м.
Код водного объекта в государственном водном реестре — 02010000911101000004994.